# Gustav Otto Kerl
Gustav Otto Kerl (* 7. Mai 1882 in Hildesheim; † 7. Februar 1962 in Hannover) war ein deutscher Geodät und Professor der Geodäsie an der Technischen Hochschule Hannover.

## Leben
Nach dem Abitur studierte Gustav Otto Kerl Geodäsie an der Landwirtschaftlichen Hochschule Berlin. Im Sommersemester 1901 wurde er Mitglied der Verbindung Saxonia a. d. Kette, des späteren RSC-Corps Saxonia-Berlin. Im Frühjahr 1903 legte er die Landmesserprüfung in Preußen vor der Prüfungskommission Berlin ab. Bis 1907 war er Assistent für Geodäsie an der Landwirtschaftlichen Hochschule in Berlin und wurde zum Dr. phil. promoviert. Hiernach beschritt er eine Laufbahn im Staatsdienst. Von 1912 bis 1928 war er Leiter des Katasteramts in Herne in Westfalen.
Von 1926 bis 1936 war er in das Finanzministerium in Berlin berufen, verbunden mit einem Lehrauftrag für das behördliche Vermessungswesen an der Technischen Hochschule Berlin-Charlottenburg. Von 1937 bis zu seiner Pensionierung 1947 leitete er die Hauptabteilung VII des Reichsamtes für Landesaufnahme mit Sitz in Hannover.
1939 erhielt er einen Lehrauftrag am Geodätischen Institut von Paul Gast an der Technischen Hochschule Hannover, den er bis 1950 innehatte.
Der Schwerpunkt der Lehre von Gustav Otto Kerl lag auf dem Gebiet der behördlichen Belange des Vermessungswesens und der behördlichen Anforderungen an dieses.